# Anh em phi hành gia
Anh em phi hành gia (Nhật: 宇宙兄弟 (Vũ trụ huynh đệ) Hepburn: Uchū Kyōdai) là bộ manga Nhật Bản do Koyama Chūya sáng tác, được xuất bản tuần tự trên Tuần san Morning của Kodansha từ 12/2007. Một anime chuyển thể bởi A-1 Pictures phát sóng tại Nhật Bản từ 01/04/2012 đến 22/03/2014. Nó đã được chuyển thể trong một phim live-action chiếu vào tháng 5/05/2012. Một phim anime được ra mắt vào 09/08/2014 với tiêu đề Uchū Kyōdai #0.

## Nội dung
Ngày 9 tháng 7 năm 2006, hai anh em Nanba Mutta và Nanba Hibito tình cờ nhìn thấy một UFO bay hướng về phía mặt trăng khi đang thu băng ghi âm ở bờ sông Tsugita. Hibito liền nói với anh trai:" Mucchan, bằng cách nào đó, em sẽ trở thành một phi hành gia và đến mặt trăng. Còn anh thì sao?". Mutta trả lời:"Nếu em lên mặt trăng thì tất nhiên anh phải đi trước em rồi. Anh sẽ lên sao Hỏa." 19 năm sau, trong khi cậu em Hibito sắp trở thành người Nhật đầu tiên đặt chân lên mặt trăng thì Mutta lại vừa bị sa thải khỏi công ty sản xuất ô tô vì húc đầu vào cấp trên do ông ta dám nói xấu em mình. Biết được điều đó, Hibito đã yêu cầu Mutta nghe lại cuộn băng ghi âm 19 năm về trước. Trong đoạn ghi âm là lời hứa của hai anh em về việc sẽ trở thành phi hành gia. Cùng lúc đó là lá đơn chấp thuận của JASA gửi đến cho Mutta, điều này đã khiến cho Mutta hết sức hạnh phúc. Từ đây Mutta bắt đầu cố gắng hết sức cho ước mơ của mình để trở thành một phi hành gia.

## Nhân vật
Nanba Mutta (南波 六太)
Sinh ra ngày 28/10/1993 (ngày "Bi kịch Doha" - sự kiện đội tuyển Nhật Bản thua Iraq tại lượt trận cuối cùng của vòng loại World Cup 1994 vì một bàn thắng vào phút cuối, và để tuột chiếc vé đi Mỹ về phía Hàn Quốc). Mutta có kiểu tóc xoăn tít giống mẹ và có dáng người cao gầy. Sau khi bị sa thải, anh bị dính sổ đen toàn ngành và không thể tìm được công việc ổn định nhưng nhờ lời động viên của em trai, anh đã thi vào JAXA và sau đó trở thành phi hành gia của NASA và người Nhật thứ 4 lên mặt trăng. Anh có tình cảm với Itou Serika và đã từng cố tỏ tình bằng cách lái phi cơ tạo thành vòng khói hình trái tim theo lời mách nước của HLV Daniel Young nhưng không thành công do Serika không thấy chính diện và tưởng anh bay thành hình người ngoài hành tinh. Hai anh em luôn động viên nhau trong những hoàn cảnh khó khăn nhất.
Nanba Hibito (南波 日々人)
Sinh vào ngày 17/9/1996 (khi pitcher Nomo Hideo với thành tích no-hit, giúp Los Angeles Dodgers thắng tuyệt đối 9-0 trước Colorado Rockies ở Major League Baseball). Anh thường để kiểu tóc nhọn và được mọi người gọi là Samurai Boy. Khác vời người anh hay bi quan, Hibito luôn lạc quan theo đuổi ước mơ của mình. Mutta hay nhận xét Hibito là đầu thiếu ốc vít do tính hay quên những việc nhỏ nhặt trong khi Mutta là người rất kĩ tính. Sau này anh chuyển sang làm việc cho Nga vì sau chuyến bay lên mặt trăng, anh và đồng đội Damian đã gặp tai nạn và anh đã suýt chết, Hibito sau đó bị mắc hội chứng PD và bị NASA từ chối giao nhiệm vụ trên mặt trăng dù sau đó anh đã chữa khỏi.

## Truyền thông

### Manga
Manga gốc (original manga) của Koyama Chūya bắt đầu từng số tại tạp chí Tuần san Morning của Kodansha từ 12/2007 và đã phát hành 45 volumes tankōbon tính đến tháng 7/2025. Trong khi manga vẫn chưa được cung cấp dưới dạng in ấn tại Bắc Mỹ, nó hiện đang có bản bằng tiếng Anh như là một phần của một tài khoản trả phí chỉ đọc / tải về chỉ từ Crunchyroll và Kodansha.

### Anime
Một anime chuyển thể bởi A-1 Pictures bắt đầu phát sóng tại Nhật Bản từ 01/04/2012 và được đồng thời truyền qua Crunchyroll. Series được cấp giấy phép cho Sentai Filmworks tại thị trường Bắc Mỹ. Episode thứ 31 phát sóng vào 04/11/2012, các tính năng phần đầu tiên của diễn xuất bằng giọng nói được ghi lại trong không gian, thực hiện bởi phi hành gia Hoshide Akihiko trên Trạm vũ trụ Quốc tế. Một episode đặc biệt với tiêu đề  "Planetarium: Uchū Kyōdai ~Itten no Hikari~" (プラネタリウム　宇宙兄弟～一点のひかり～ ?) đã được trình chiếu tại planetariums trong mùa hè 2012 và phát hành trên DVD với volumes manga 20 vào 22/02/2013.

##### Âm nhạc
Mở đầu
1. "Feel So Moon" bởi Unicorn (tập 1-13)
2. "Eureka" (ユリーカ Yurīka?) hát bởi Sukima Switch (tập 14-26)
3. "Yumemiru Sekai" (夢見る世界?, lit. "Thế giới mộng mơ") bởi DOES (tập 27-38)
4. "Small World" bởi Fujifabric (tập 39-51)
5. "Kienai E" (消えない絵?, lit. "Bức tranh không thể xóa") by Magokoro Brothers (tập 52-64)
6. "Crater" (クレーター Kurētā?) bởi Merengue (tập 65-75)
7. "HALO" bởi tacica (tập 76-87)
8. "B.B." bởi THE Yatou (tập 88-99)

Kết thúc
1. "Subarashiki Sekai" (素晴らしき世界?, lit. "Thế giới tuyệt vời") bởi Rake (tập 1-13)
2. "Kokuhaku" (告白?, lit. "Thổ lộ") bởi Angela Aki (tập 14-26)
3. "Tete" (テテ?, lit. "Hands") by Kondō Akihisa (tập 27-38)
4. "Goodbye Issac" (グッバイ・アイザック Gubbai Aizakku?) bởi Hata Motohiro (tập 39-51)
5. "Beyond" bởi Fukuhara Miho (tập 52-64)
6. "Yozora no Taiyō" (夜空の太陽?, lit. "Mặt trời của bầu trời đêm") bởi Flower Companyz (tập 65-75)
7. "New World" bởi Kasarinchu (tập 76-87)
8. "Anata ga Ireba OK!" bởi Serena (tập 88-99)

## Đón nhận
Manga đã được đề cử giải Manga Taishō 2 lần liên tiếp vào các năm 2009 và 2010.. Năm 2011, thắng giải manga chung hay nhất tại Giải thưởng Manga Shogakukan lần thứ 56, và giải Manga Kodansha (với Sangatsu no Lion của Chica Umino). Năm 2014, manga thắng giải Reader Prize của Tezuka Osamu Cultural Prize XVIII.